# Mountainhead
Mountainhead är en amerikansk dramafilm som hade premiär på Max den 31 maj 2025. Den är regisserad av Jesse Armstrong som även har skrivit filmens manus.

## Handling
Filmen utspelar sig snötäckta berg där en grupp miljardärsvänner samlas under en global kris.

## Rollista (i urval)
- Steve Carell - Randall
- Jason Schwartzman - Hugo Van Yalk
- Cory Michael Smith - Venis
- Ramy Youssef - Jeff
- Hadley Robinson - Hester
- Andy Daly as Casper
- Daniel Oreskes - Dr. Phipps
- David W. Thompson - Leo